# دای نیهونشی
دای نیهون شی (انگلیسی: Dai Nihonshi) به معنی تاریخ بزرگ ژاپن کتابی در مورد تاریخ ژاپن است. در قرن هفدهم، در دوره ادو که نوشتن آن توسط توکوگاوا میتسوکونی، رئیس خاندان میتو توکوگاوا از خاندان توکوگاوا آغاز شد. پس از مرگ او، کار توسط خاندان میتو توکوگاوا تا پایان آن در دوره میجی ادامه یافت.